# The Incredible Hulk (datorspel, 1994)
The Incredible Hulk är ett sidscrollande actionspel utgivet till SNES, Sega Mega Drive, Sega Master System och Sega Game Gear. Spelet släpptes ursprungligen 1994 och utgavs av US Gold.

## Handling
Spelaren styr Hulken genom fem nivåer, med bossar som Abomination, Rhino, Absorbing Man, Tyrannus och slutligen Leader.

### Fotnoter
1. ↑  ”The Incredible Hulk” (på svenska). Nintendomagasinet (Kungsbacka: Atlantic) (7-8 1994):  sid. 19. juli-augusti 1994. Läst 30 april 2014.